# Kakoksen

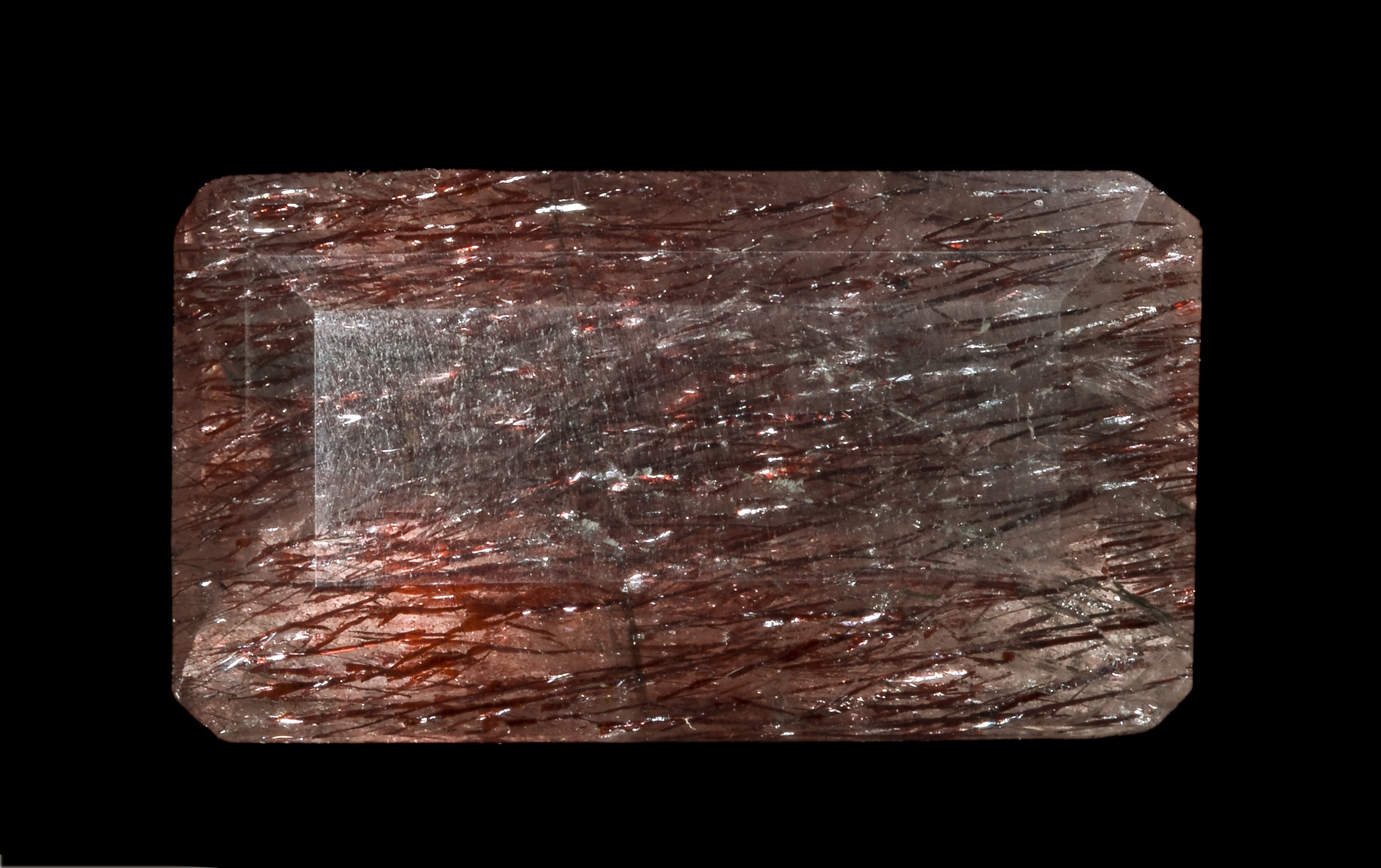
Kryształy kakoksenu w kwarcu, Minas Gerais, Brazylia

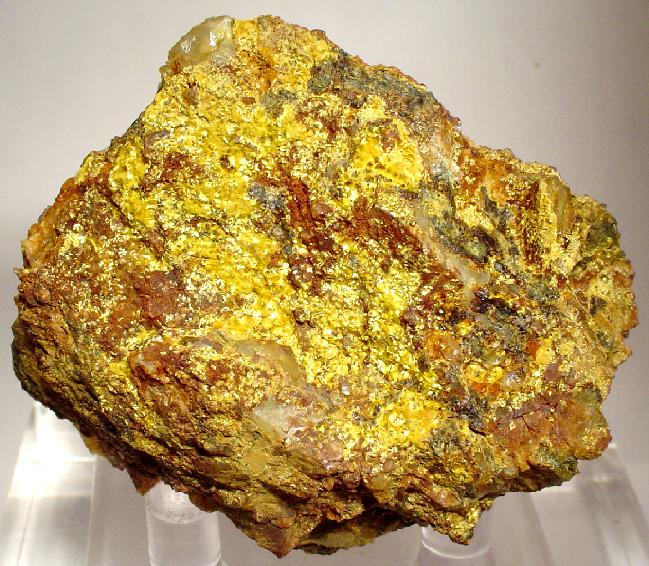
Kakoksen, Fort Lismeenagh, Irlandia

Kakoksen (kakoksenit, Fe3+24AlO6(PO4)17(OH)12 • n H2O, n ≈ 75) – minerał występujący w postaci brunatnożółtawych nalotów na rudach żelaza: limonicie i magnetycie. Nazwa pochodzi od greckich słów κăκός - zły i ξένος - gość ponieważ fosfor zawarty w minerale obniża jakość żelaza otrzymywanego z rudy. 

## Właściwości
Minerał występuje często w postaci igiełkowatych kryształów o przekroju sześciokątnym wyrastających promieniście ze wspólnego centrum, tworzących sferyczne agregaty. Wykształca także kryształy o pokroju słupkowym i włosowatym. Występuje w skupieniach włóknistych, wiązkowych, kulistych, promienistych, nerkowatych i jako naloty. Jest minerałem kruchym i przeświecającym. Łatwo rozpuszczalny w kwasie solnym. 

## Występowanie
Występuje w złożach limonitu, na pegmatytach. Również w złożach goethytowych żelaza. Towarzyszą mu najczęściej beraunit, rockbridgeit, goethyt, strunzyt, fosfosyderyt, hematyt, limonit, syderyt oraz strengit.
Miejsce występowania
Występuje w Niemczech (Bawaria, Hesja i Turyngia), Czechach, we Francji, Szwecji oraz Stanach Zjednoczonych (Arkansas i Alabama).